# Munkaerő-kölcsönzés
A munkaerő-kölcsönzés a legelterjedtebb atipikus foglalkoztatási forma. Egy olyan háromoldalú, munkavégzésre irányuló jogviszony, amelyben a  munkaerő(a munkavállaló) egy kölcsönbeadó céggel munkaszerződést köt azzal a céllal, hogy egy vagy több harmadik félnél, a kölcsönvevő(k)nél végezzen munkát.

## Tartalma
A kölcsönbeadó cég arra vállalkozik, hogy felkutatja a megfelelő munkavállalókat, akiket a kölcsönvevő foglalkoztatni szeretne, majd a kölcsönbeadó felveszi őket saját állományába, és a foglalkoztatásukhoz kapcsolódó összes adminisztratív és pénzügyi feladatot ellátja.
A munkavállaló a kölcsönbeadó céggel köt munkaszerződést, mely munkaszerződésnek kötelezően tartalmaznia kell azt a tényt, hogy a szerződés munkaerő-kölcsönzésre jött létre.
A munkavégzés a kölcsönvevő cégnél történik, így a kölcsönvevő cég feladata a munkaidő beosztása, a szakmai irányítás, a szabadság kiadása, a munkavégzés ellenőrzése, az egészségre ártalmatlan és biztonságos munkahely megteremtése, ugyanakkor a kölcsönbeadó cég felel a munkaszerződés jogszerű megkötéséért, a munkáltatói bejelentések és bevallások teljesítéséért, a bér megállapításáért, bérszámfejtéséért és kifizetéséért, valamint a levont adóelőleg és járulékok befizetéséért.

## Szabályozása
A munkaerő-kölcsönzés fogalmát és alapvető szabályait 2001-ben vezette be A munka törvénykönyve (1992. évi XXII. tv.) XI. fejezete. Itt került meghatározásra pontosan, hogy a klasszikus (tipikus) munkáltatói jogokat hogyan kell megosztania egymás között a kölcsönvevőnek és a kölcsönbeadónak, valamint itt határozták meg a forma atipikusságát, azaz azt, hogy miben tér el a hagyományos, kétszereplős munkaviszonytól.
Az eltérés legfontosabb elemei, hogy nem, illetve csak korlátozottan vonatkoznak a munkavállalóra a kölcsönvevőnél fennálló kollektív szerződés rendelkezései, eltérőek a munkaviszony megszüntetésének a szabályai (pl. egyszerűbb megszüntetési feltételek és rövidebb felmondási idő), valamint a munkaviszony első fél évében nem kötelező ugyanakkora bért fizetni a kölcsönzött munkavállalóknak, mint amennyit az azonos munkakörben a kölcsönvevő alkalmazásában álló munkavállaló kap. Fél év elteltével alapbér, műszakpótlék, túlóra, ügyelet és készenlét tekintetében meg kell egyeznie a Kölcsönzött munkatárs és a "saját" ugyanazon munkakörben foglalkoztatott munkavállalóknak a díjazásának. Minden, a cégnél adott egyéb juttatás megilleti a Kölcsönzött munkavállalót határozatlan idejű szerződés esetén egy év, határozott idejű munkaszerződés esetén két év folyamatos kölcsönzött munkaviszony után.
Azonosak ugyanakkor a munkaidőre, pihenőidőre, szabadság kiadására és a minimálbérre vonatkozó szabályok.
Kölcsönbeadó cég ma Magyarországon csak olyan gazdálkodó szervezet lehet, aki eleget tett a 118/2001. (VI. 30.) Korm. rendeletben foglalt kötelezettségeinek. Ezek közül a legalapvetőbbek, hogy nyilvántartásba kell magát vétetnie a helyileg illetékes Munkaügyi Központban, amit a hatóság (leegyszerűsítve) akkor engedélyez, ha a vállalkozás rendelkezik megfelelő infrastruktúrával (iroda, telefon, informatikai eszközök), szakértelemmel (előírt végzettségű munkavállaló), pénzügyi háttérrel (kétmillió forint vagyoni biztosíték letétbe helyezése).

## Alkalmazási területei
A kölcsönbevevők egyaránt alkalmazzák magasan képzett munkavállalók rövid időre (pl. átszervezésre, válságkezelésre, akár egy projektre) történő kölcsönzésére, és alacsonyabban képzett munkavállalók igénybevételével betanított jellegű feladatok ellátására (pl. dömpingmegrendeléseik kiszolgálására).
Jellemzően a foglalkoztatás időtartama néhány hét és fél év között mozog, de előfordul több évig tartó folyamatos kölcsönzés is. A pontos statisztikák elérhetőek az Állami Foglalkoztatási Szolgálat honlapján.

## Alkalmazásának jellemző esetei
- A vállalatnak nem áll annyi munkavállaló rendelkezésre, mint amennyire szüksége lenne
- A termelés nem kiszámítható, gyakran változik
- A vállalatnak nem áll rendelkezésre megfelelő HR osztály a szükséges munkaügyi adminisztrációhoz
- A vállalat nem rendelkezik megfelelő kapacitással és idővel a szükséges létszám toborzásához, felvételéhez
- A vállalat tulajdonosa nem engedi az állományi létszám növekedését (létszámstop)
- A vállalatnak nincs kapacitása munkaerő területi átcsoportosítására, vidéki beszállítására, munkásszállás biztosítására.